# Prîricicea, Liuboml
Prîricicea (în ucraineană Прирі́ччя) este un sat în comuna Ștun din raionul Liuboml, regiunea Volînia, Ucraina.

## Demografie
Componența lingvistică a localității Prîricicea
     Ucraineană (100%)
Conform recensământului din 2001, toată populația localității Prîricicea era vorbitoare de ucraineană (100%).